# Bony und die Todesotter
Bony und die Todesotter, in der britisch-australischen Ursprungsfassung: Bushranger of the Skies, in der US-amerikanischen Fassung No Footprints in the Bush, ist ein Kriminalroman des australischen Schriftstellers Arthur W. Upfield und der achte, in dem er den Detektiv „Bony“ ermitteln lässt.

## Kontexte
Die Handlung legt der Autor in den Nordwesten des australischen Bundesstaats South Australia im Umfeld einer riesigen „Station“, auf der Donald McPherson Rinder züchtet. Der Ort ist fiktiv. Arthur W. Upfield verortet ihn etwa in der Verlängerung der Linie Brisbane–Quilpie, die folgend genannten, westlich davon gelegenen Orte St Albans und Shaw’s Lagoon aber sind schon fiktiv.
Die Geschichte spielt an wenigen aufeinander folgenden Tagen, wohl im Jahr 1939, vielleicht auch 1940. Den Anschluss Österreichs an das Deutsche Reich 1938 erwähnt Arthur W. Upfield, den Ausbruch des Zweiten Weltkriegs aber nicht explizit.

## Personen

### Ermittler
Bony befindet sich auf einem Fußmarsch von Shaw’s Lagoon zur „Station“ von Donald McPherson und wird dabei Zeuge eines Luftangriffs auf das Auto von Sergeant Errey, der damit gerade den Aborigine Mit-ji zur Polizeistation in Shaw’s Lagoon bringt. Das Fahrzeug stürzt in eine Schlucht und beide sterben.

### Die anderen
Donald McPherson lebt mit seiner Nichte, Flora McPherson, auf seiner „Station“. Er hatte eine früh verstorbene Aborigine, Tarlalin, zur Frau. Aus dieser Ehe stammt sein Sohn Rex, der mit allen Mitteln versucht, die „Station“ seines Vaters in die eigene Hand zu bekommen. Flora ist in Dr. Whyte verliebt, einen Pioneer des Royal Flying Doctor Service of Australia.
Im Bereich der „Station“ lebt der Stamm der Wantella, dessen Häuptling, Burning Water, eng mit Donald McPherson befreundet ist.
Als „alter Bekannter“ und Unterstützer der Arbeit von Bony tritt wieder der Flieger, Captain Loveacre, auf, inzwischen Chef eines Lufttransportunternehmens.

## Handlung
Rex McPherson versucht mit allen Mitteln – vor allem kriminellen – und dem Einsatz seines Flugzeugs als Waffe, an die „Station“ seines Vaters zu kommen. Aus der Auseinandersetzung zwischen den beiden entwickelt sich ein Kleinkrieg, an dem auch die beiden verfeindeten Stämme der Wantella (auf Seiten von Donald McPherson) und der Illprinka (auf Seiten von Rex McPherson) verwickelt sind. Zuerst versucht Dr. Whyte mit seinem Flugzeug Rex in Schach zu halten, der es aber mit einem weiteren Bombenangriff zerstört. Daraufhin holt Bony den ihm aus vorangegangenen Fällen bekannten Captain Loveacre zu Hilfe. Rex entführt seine Cousine Flora, um Donald McPherson zu erpressen, in sein Lager, das er in einem riesigen Sumpfgras-Gebiet versteckt hat. Bony und Burning Water begeben sich darauf dorthin, um Flora zu befreien. Selbstverständlich heiraten Flora und Dr. Whyte am Ende des Buchs.

## Konstruktion
Sehr schnell steht fest, wer der Übeltäter ist, dem das Handwerk gelegt werden muss. Aber der hat sich perfekt im Busch versteckt und ist kaum aufzuspüren. So dienen diesmal die Fähigkeiten Bonys, Spuren zu lesen und sich im Outback zurechtzufinden, nicht der Ermittlung des Täters, sondern dem Aufspüren und Stellen des Täters. Deshalb läuft die Handlung auch sehr konzentriert über nur neun Tage ab, anders als in anderen Romanen, in denen Bony auch mal über Monate ermittelt. Die Handlung weist so eine hohe Dynamik auf. Dies kulminiert in einer Verfolgungsszene, als Bony und eine Reihe von Aborigines auf Pferden versuchen, das gerade startende Flugzeug von Rex einzuholen, es aber knapp verpassen, und in einem Luftkampf, bei dem ein Flugzeug abstürzt.
Wie in den meisten von Arthur W. Upfields Romanen ist das Eindringen der europäischen Kultur in die der Aborigines, die Darstellung von Aspekten der letzteren und das Eindringen der europäischen Kultur in die Natur Australiens ein wichtiges Thema. Gleich zu Beginn des Buches macht Bony eine Pause auf seinem Fußmarsch zur „Station“ von Donald McPherson in einem Hain aus australischen Livingstonpalmen, der als ein kirchenähnlicher Raum der Ruhe beschrieben wird. Von dort aus beobachtet er den Luftangriff auf das Auto von Sergeant Errey. Zuvor wird der Hain selbst bombardiert. Upfield erzeugt mit dieser Schilderung einen extremen Kontrast. So fließen auch erste Erfahrungen des Luftkriegs aus der Zeit unmittelbar vor dem Ausbruch des Zweiten Weltkriegs ein.

## Ausgaben
- Soweit nicht anders angegeben, stammen die nachfolgenden Angaben aus dem Katalog der Australischen Nationalbibliothek.[6]
  - Erstausgabe: Bushranger of the Skies. Angus and Robertson, Sydney 1940.
  - Angus & Robertson, London, Sydney 1963
  - House & Maxwell, London, New York 1963.
  - Angus & Robertson, London, Sydney 1965
  - Arkon Paperbacks, Sydney 1972, ISBN 0-207-12620-8 (Taschenbuch)
  - Ulvercroft, Leisester 1978, ISBN 0-7089-0132-8 (Großdruck)[Anm. 4]
  - Angus & Robertson, London, Sydney 1980, ISBN 0-207-14012-X.
  - Bolinda Press, Melbourne 2000, ISBN 1-74030-178-1 (Taschenbuch)
  - ETT Imprint, Royal Exchange, NSW, 2019, ISBN 978-1-925706-68-0 (Taschenbuch)
  - ETT Imprint, Royal Exchange, NSW, 2019, ISBN 978-1-922384-52-2 (E-Buch)
- US-amerikanische Ausgaben unter dem Titel No footprints in the bush:[Anm. 5][7]
  - Veröffentlicht für den Crime Club. Doubleday, Doran & Co., Garden City, NY, 1944.
  - Collier Books, New York 1986
- Deutschsprachige Druck-Ausgaben erschienen unter dem Titel Bony und die Todesotter, alle als Ausgaben im Goldmann Verlag, München[8]
  - 1965 = Goldmann Kriminalromane 498
  - 1965 = Goldmann Taschen Krimi 2088
  - 1974 = Goldmann-rote-Krimi 2088 – zusammen mit Krimi-Verlag, Wollerau (Schweiz).
  - 1982, 4. Auflage. Goldmann-Krimi 2088 (Rote Krimi). ISBN 978-3-442-02088-1.
  - 1990, 5. Auflage. Goldmann 2088, ISBN 978-3-442-02088-1.
  - ETT Imprint, Cabarita, NSW, 2023. (E-Book). ISBN 978-1-923024-22-9.[9]
- Darüber hinaus wurde das Buch ins Französische unter dem Titel Pas de Traces Dans le Bush übertragen:[10]
  - UGE, Paris 1994, ISBN 2-264-01963-8.
  - Cercle polar, Paris 2001, ISBN 2-7441-4956-X.
  - France loisirs, Paris 2002, ISBN 2-7441-5631-0.
  - ETT Imprint, Cabarita, NSW, 2024. (E-Book). ISBN 978-1-923205-03-1.[11]